# داربید کرنی
داربید کرنی، روستایی در دهستان داربید بخش جزمان شهرستان هلیلان در استان ایلام ایران است.

## جمعیت
بر پایه سرشماری عمومی نفوس و مسکن در سال ۱۳۹۵، جمعیت این روستا برابر با ۶۹ نفر (۲۰ خانوار) بوده‌است.